# Île des États
Ne pas confondre avec l'île des États, nom donné en 1643 par Maarten Gerritszoon de Vries à l'île Itouroup dans les Kouriles.
Ne doit pas être confondu avec Staten Island.
L'île des États (en espagnol : Isla de los Estados ; en néerlandais : Stateneiland) est une île argentine située à l'est de la grande île de la Terre de Feu.  Elle a été découverte le 25 janvier 1616 et décrite pour la première fois par l'Anversois Jacob Le Maire. Elle est nommée ainsi d'après les États généraux des Pays-Bas, à l'époque le gouvernement des Provinces-Unies.
Déclarée en 1991, Réserve Provinciale écologique, historique et touristique, par l'article 54 de la Constitution Provinciale, l'accès à l'île est restreint. Depuis 1998, par le décret provincial no 2603, le public n'y est plus autorisé. 
C'est sur cette île que se situe l'action du dernier livre des Voyages Extraordinaires de Jules Verne publié de manière posthume : Le Phare du bout du monde, qui se réfère à un phare existant : le phare du bout du monde.

## Description

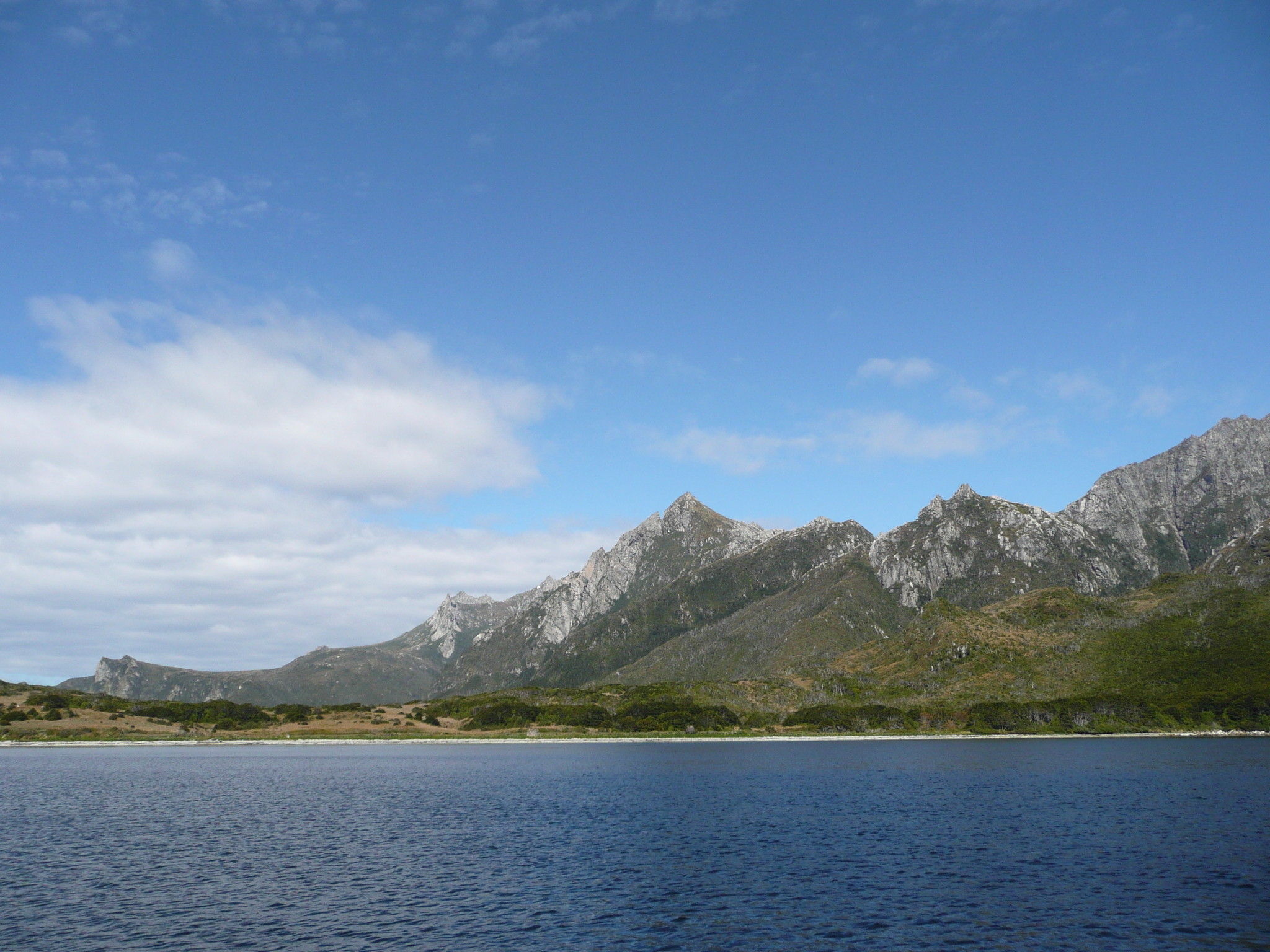
Puerto Cook au nord de l'île.

L'île des États, comprise entre les 54° 40 ′ et 54° 55 ′ latitudes sud, et entre les 63° 47 ′ et 65° 46 ′ longitudes ouest, constitue l'extrémité sud-orientale de la Terre de Feu. Elle appartient à la province argentine Terre de Feu, Antarctique et Îles de l'Atlantique Sud. Elle est séparée de la péninsule Mitre (pointe orientale de la Grande île de la Terre de Feu) par les 30 km environ du détroit Le Maire.
C'est une île montagneuse. Son point culminant, 823 m, se trouve au centre et au nord de l'île, un sommet anonyme des montes Bove, suivi du monte Spegazzini, 741 m. Sa largeur est 500 m pour sa partie la plus étroite et 16 km pour sa partie la plus large. Sa longueur est 65 km. Par les caractéristiques de son relief, elle représente les derniers aspects géologiques de la cordillère des Andes à la suite de la cordillère Darwin. Son terrain est très accidenté avec une forêt primaire dense et inaccessible. Sa côte très accidentée également est composée de nombreuses baies étroites et profondes. 
Son climat est humide avec 2 000 mm de précipitations par an. La température moyenne annuelle est 6 °C environ.
L'île est entourée par des petites îles et des îlots au nord, les îles du Nouvel-An. La plus grande est l'île Observatorio, à 6,5 km au nord. Sa superficie est 4 km2. Elle possède un phare, le phare Año Nuevo construit en 1902, toujours actuellement en fonctionnement. Quant à l'île des États, elle possède deux phares en fonctionnement, le phare San Juan del Salvamento (surnommé le « phare du bout du monde ») et le phare Le Maire, situé sur la pointe Sud de la baie Crossley (extrémité ouest).
Depuis 1977, les seuls résidents de l'île sont quelques militaires argentins installés dans la petite base navale, Destacamento Naval de Isla de Los Estados,, de Puerto Parry (54° 46′ S, 64° 22′ O). Ils ont pour mission de surveiller les bateaux qui naviguent dans la zone. Les quatre marins de la Marine argentine sont relevés tous les 45 jours.

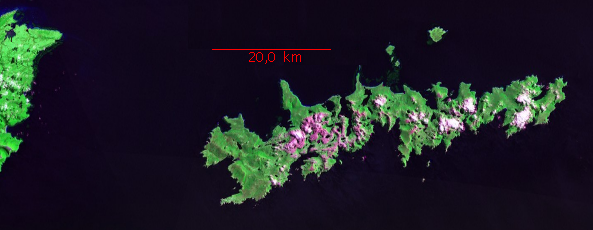
Image du satellite Landsat Geocover 2000 de l'île des États, avec la Terre de Feu à gauche.

## Histoire

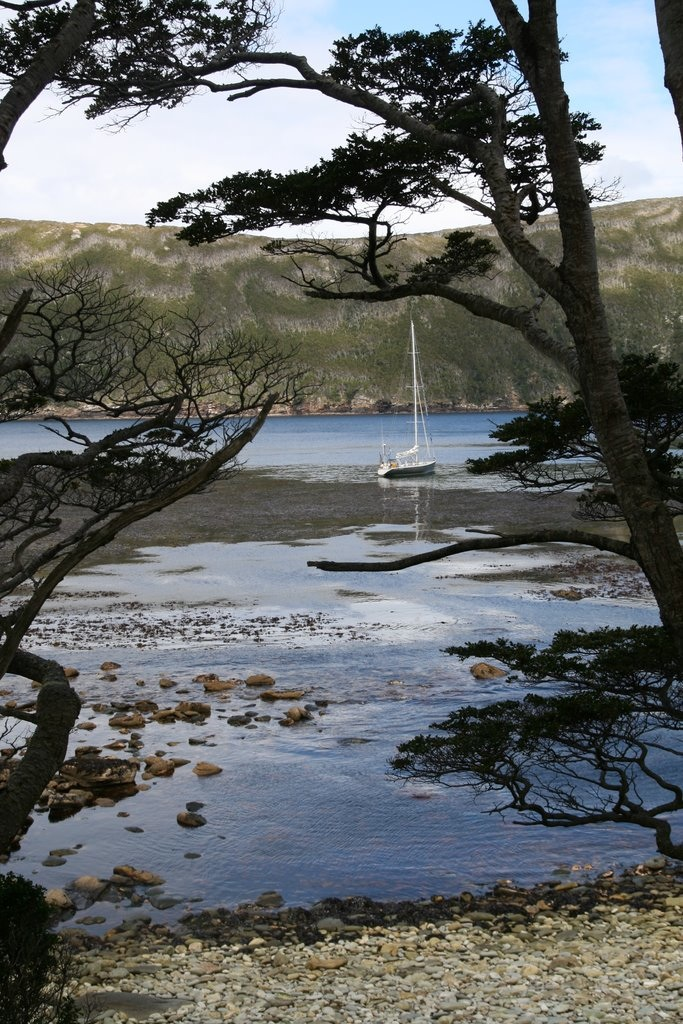
Puerto San Juan del Salvamento

Les Amérindiens Selknams et Yamanas connaissaient et visitaient l'île qu'ils nommaient « Chuanisin », qui signifie « Terre d'abondance »,.
L'île fut vue et nommée Staaten Land pour la première fois par Willem Schouten et Jacob Le Maire le 25 janvier 1616 lors de leur voyage autour du monde.
En 1619, les frères Bartolomé et Gonzalo García de Nodal qui furent les premiers à contourner la Terre de Feu lors de leur expédition et à reconnaître ainsi son insularité (Isla Grande), passèrent, par le détroit Le Maire, au large de l'île des États. Mais elle fut contournée pour la première fois par le Dolphyn du capitaine Hendrik Brouwer lors d'une expédition hollandaise, le 5 mars 1643.
Le célèbre James Cook, commandant du HMS Resolution, découvre en 1775 la baie qui porte aujourd'hui son nom.
Le marin argentin Luis Piedra Buena et un groupe de naufragés allemands construisirent, en 1862, un refuge destiné aux naufragés, à Puerto Cook. [réf. souhaitée] Luis Piedra Buena a ensuite géré durant quelques années l'extraction d'huile de phoques et de manchots [réf. souhaitée]. Le 6 octobre 1868, une loi du Congrès national concède à Luis Piedra Buena la propriété de l'île en reconnaissance à son travail et ainsi permet d'appuyer la souveraineté argentine en ces lieux.
Le gouvernement argentin construisit un bagne, à Puerto Cook, qui fonctionnera entre 1899 et 1902. Mais compte tenu de conditions très difficiles, le bagne fut transféré à Ushuaïa.[réf. souhaitée]
En raison des conditions extrêmement difficiles et dangereuses de navigation, l'île sera le témoin de très nombreux naufrages dramatiques jusqu'à la création du canal de Panama qui diminuera fortement le trafic maritime de cette région inhospitalière[réf. nécessaire]. 

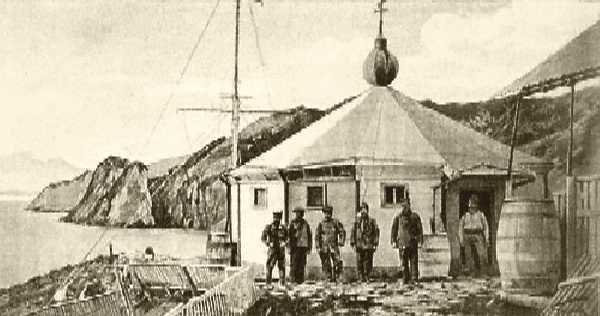
Le phare de San Juan del Salvamento (1898).

Le 19 mai 1909, un décret reconnaît l'île comme territoire national. Et c'est seulement en 1912 que le gouvernement argentin achète l'île aux héritiers de Luis Piedra Buena par la loi du 19 mars, no 8.940.
Un décret national de 1923 déclare l'île comme réserve naturelle pour les lions de mer, suivi, en 1927, par une loi nationale (no 3.464) comme Réserve Marine dans différents secteurs de l'île (Puerto Cook, Chorillo, Bahia Crossley…). En 1937, un décret l'élargira à tout l'ensemble de l'île sans exception. 
En 1967, un avion de l'Aéroclub Ushuaia atterrit pour la première fois à la Bahia Crossley.
En 1983, des fouilles organisées par l'ethnologue Anne Chapman découvrent, dans la Bahia Crossley, un lieu de vie indigène démontrant la présence humaine préhistorique sur l'île. [réf. souhaitée] D'autres fouilles importantes suivront en 1989 sur toute l'île.
En 1997, le « phare du bout du monde », dont le nom local est Faro de San Juan del Salvamento, après avoir été abandonné en 1902, fonctionne à nouveau après une longue et difficile restauration.

## Flore et faune
Pour un article plus général, voir Réserve provinciale Isla de los Estados.
La végétation se compose de forêts de hêtres de Magellan (Nothofagus betuloides), de canelos (Drimys winteri), d'arbustes épineux comme les Berbéris à feuilles de buis (Berberis buxifolia). On trouve dans le sous-étage des fougères, des lichens et des mousses.
La faune se compose d'oiseaux et de mammifères marins tels le manchot de Magellan (Spheniscus magellanicus), le dauphin de Commerson (Cephalorhynchus commersonii), le dauphin obscur (Lagenorhynchus obscurus), l'otarie à crinière ou lion marin (Otaria flavescens), des loutres de mer, des goélands, des cormorans, des pétrels, et, dans les lagons intérieurs, la loutre du Chili (Lontra provocax) et des poissons (Galaxias maculatus). Des chèvres ont été introduites en 1868 et le cerf élaphe en 1973. Chez les oiseaux, on y observe l'urubu à tête rouge (Cathartes aura), le caracara huppé ou Caracara à crête (Caracara plancus, syn. Polyborus plancus) entre autres.

## Sources et bibliographie
- (es) Isla de Los Estados, Carta Historica, Zagier & Urruty Publications, 2001 (ISBN 1-879568-84-5)
- (es) Carlos Pedro Vairo (es), La Isla de Los Estados y El Faro del Fin del Mundo, Zagier & Urruty Publications, 1998 (ISBN 1-879568-52-7)
- Jean-François de La Harpe, Abrégé de l'Histoire générale des voyages, vol. 22, Lyon, Rusand, 1834 (lire en ligne), chap. IX (« Le Maire et Schouten. Spilberg »)Description du voyage de Le Maire et Schouten